# 카카오 미니
카카오 미니(Kakao Mini)는 카카오에서 개발한 인공지능 플랫폼인 'kakao I'가 탑재된 인공지능(AI) 스피커이다. 음악 엔진, 시각 엔진, 대화 엔진, 추천 엔진, 번역 엔진 등 AI 핵심 기술이 결합되어 있다. 카카오 미니는 음성명령을 통해 작동되며 '헤이 카카오'로 초기 설정되어 있다. 헤이카카오 앱에서 '카카오야','카카오' 등으로 변경 가능하며 그 외의 설정도 앱을 통해 도와준다. 한국어로만 제공하며 영어, 일어, 중국어는 지원 예정이다. 카카오 미니의 정식 출시 가격은 11만 9천원이며 구매 시 라이언/어피치(카카오프렌즈) 피규어 2종 중 1종 선택 가능하다.

## 역사
2017년 11월 7일 카카오는 인공지능 플랫폼 카카오 I를 탑재한 인공지능(AI) 스피커인 카카오 미니를 출시했다. 카카오 미니는 7일 오전 판매를 시작한 지 9분 만에 1만 5000대 완판을 기록했다.
2차 판매(2017년 11월 28일)를 시작한 카카오 미니는 26분 만에 준비된 수량 2만 5000대가 모두 판매되었다.

## 기능
카카오 미니는 카카오 I의 음악, 시각, 대화, 추천, 번역엔진을 기반으로 하여 음악, 택시, 카카오톡, 주문하기, 교통, 힐링 사운드, 어학, 엔터테인먼트, 정보검색, 라디오, 팟캐스트, 알람, 타이머, 날씨, 뉴스, 날짜, 시간, 주식, 환율, 운세, 로또, 인물, 일정, 메모, 게임, 즐거운 대화, 스피커 제어의  기능을 지원하고 있다.

## 사양
| 제품명      | 카카오미니                      |
| 모델명      | KM1000                          |
| 스피커      | 2인치 Full-Range 스피커         |
| 마이크      | 4채널 내장 마이크               |
| 크기 / 무게 | 76.6 X 76.7 X110.2 (mm) / 390 g |
| 색상        | Cozy Black                      |
| Materials   | Plastic, Fabric                 |
| 사용전원    | 12V / 2A                        |
| 소비전력    | Max 20W                         |
| 출력        | 정격 7W(순간최대출력 14W)       |
| AUX         | 3.5mm 스테레오 단자 출력        |
| USB         | USB 2.0 출력(스파트폰 충전용)   |
| 블루트스    | Bluetooth 4.2 + EDR             |
| 와이파이    | 802.11 a / b / g / n / ac       |

## kakao I inside
'Kakao I Inside’는 일반 제품이나 서비스에 ‘Kakao I’의 기술 일부, 혹은 전체가 적용되어 사용자에게 새롭고 더 편리한 경험을 제공하는 경우 부여되는 기술 보증 브랜드이자 인증 마크이다. 인증 마크는 카카오 AI가 추구하는 철학과 생활의 혁신 정도를 종합적으로 검토하여 부여된다.

## Kakao I Open Builder
Kakao I Open Builder는 누구에게나 제공되는 ‘Kakao I’ 개발 플랫폼이다. 이 플랫폼을 통해 파트너들은 보다 쉽고 빠르게 Kakao I의 기술을 활용할 수 있으며, 사용자들은 더 확장된 Kakao I의 기능을 만날 수 있다.
카카오톡 플러스친구의 텍스트형 챗봇 설계부터 카카오미니에 적용되는 음성형 대화 설계, 향후에는 시각형 기술 설계까지 Kakao I Open Builder를 통해 만들 수 있으며, 이 플랫폼은 모든 파트너들이 더 쉽고 편리하게 활용할 수 있도록 준비 중인 단계이다.

## 협력사
kakao I와 제휴를 맺은 협력사로는 삼성, 현대, 기아, GS건설, 이지빌, 포스코건설, 멜론, KEB 하나은행 외에도 29개의 여러 협력사와 IoT 영역에서 협력하고 있다.
| 기능     | 제휴사                                                                |
| -------- | --------------------------------------------------------------------- |
| 음악     | Melon                                                                 |
| 뉴스     | 연합뉴스 SBS 뉴스엔미디어 OSEN 뉴스1 마이데일리 스포탈코리아 인터풋볼 |
| 라디오   | tbs CBS BBS SBS 극동방송 MBC                                          |
| 팟캐스트 | 팟빵                                                                  |
| 날씨     | Kweather                                                              |
| 카카오톡 | 카카오톡                                                              |
| 주식     | 코스콤                                                                |
| 환율     | KEB하나은행                                                           |
| 검색     | 다음                                                                  |
| 운세     | 사주닷컴                                                              |
| 로또     | 나눔로또                                                              |
| 동화     | 핑크퐁                                                                |
| 택시     | 카카오T                                                               |

## 같이 보기
- 인공지능
- 스피커
- 카카오
- 카카오프렌즈
- 스마트스피커